# L'haine
Juan Sáenz de Cabezón Aranoa (Logroño, 29 de marzo de 1999) conocido por su nombre artístico L´haine, es un cantante y rapero español.

## Biografía
Nacido en una familia profundamente vinculada a la música, L'haine creció rodeado de influencias artísticas. Su madre, Elena Aranoa, es cantante, compositora y pianista, mientras que su padre, Eduardo Sáenz de Cabezón, ha sido cuentacuentos. Esta atmósfera artística fomentó su interés por la música desde temprana edad. Antes de dedicarse profesionalmente a la música, L'haine estudió en el conservatorio y exploró diversas facetas artísticas, incluyendo su pasión por el cine.

## Arte

### Influencias y estilo musical
La música de L'haine está profundamente influenciada por el trap y el R&B, especialmente el canadiense. Además, su pasión por el cine se refleja en sus letras y estética visual, incorporando referencias a películas y directores que han marcado su trayectoria artística. Esta combinación de influencias le ha permitido desarrollar un sonido personal y una propuesta artística única en la escena musical española.

## Discografía

### "Autobús Noctámbulo" (2019)
En 2019, L'haine lanzó su primera mixtape titulada "El Autobús Noctámbulo", que rápidamente capturó la atención en plataformas digitales, acumulando más de dos millones de reproducciones. Este trabajo inicial sentó las bases de su estilo único, caracterizado por la mezcla de géneros urbanos y referencias cinematográficas.

### "Patagonia" (2021)
En marzo de 2021, junto al productor NormanBate$, L'haine presentó "Patagonia", un álbum compuesto por 13 temas que reflejan su evolución artística y personal. Este proyecto consolidó su presencia en la escena musical y le permitió realizar sus primeros conciertos en ciudades como Logroño, Madrid y Valencia. El álbum destaca por su fusión de sonidos y letras introspectivas que abordan diversas temáticas.

### "De la forma en que yo quiero" (2023)
El 17 de marzo de 2023, L'haine lanzó su álbum en solitario, "De la forma en que yo quiero". Este trabajo, en el que también participó NormanBate$ en la producción, explora un recorrido personal hacia la madurez, abordando temas como el amor, el dinero y la ambición. El álbum combina géneros como el afrobeat, la electrónica, el pop, el trap y el R&B, mostrando la versatilidad y evolución del artista. Además, cuenta con colaboraciones de artistas como Juicy BAE, Natalia Lacunza y Rusowsky.

### "Concreto" (2025)
El 20 de febrero de 2025, L'haine lanzó su álbum, "Concreto".

## Giras musicales
Tras el lanzamiento de "De la forma en que yo quiero", L'haine emprendió una gira por las principales ciudades de España, incluyendo presentaciones en festivales de verano. Estas actuaciones en vivo han sido fundamentales para conectar con su audiencia y demostrar su capacidad escénica.

## Colaboraciones y proyectos destacados
A lo largo de su carrera, L'haine ha colaborado con diversos artistas, enriqueciendo su propuesta musical. Entre las colaboraciones más destacadas se encuentran trabajos con Juicy BAE, Natalia Lacunza y Rusowsky. Estas alianzas han contribuido a ampliar su audiencia y a consolidar su posición en el panorama musical actual. 